# Argyre Cavi
Argyre Cavi és una formació geològica de tipus cavus a la superfície de Mart, localitzada amb el sistema de coordenades planetocèntriques a -47.74 ° latitud N i 320.59 ° longitud E, que fa 72.33 km de diàmetre. El nom va ser aprovat per la UAI l'any 1991 i fa referència a una característica d'albedo.